# Кеита Сузуки
Кеита Сузуки (на японски: 鈴木 啓太) е японски футболист.

## Национален отбор
Записал е и 28 мача за националния отбор на Япония.
| Япония | Япония | Япония |
| Година | Мачове | Голове |
| ------ | ------ | ------ |
| 2006   | 7      | 0      |
| 2007   | 13     | 0      |
| 2008   | 8      | 0      |
| Общо   | 28     | 0      |